# 馬來西亞—泰國關係
馬來西亞－泰國關係（爪夷文: هوبوڠن مليسيا–تايلاند）是指馬來西亞和泰國兩個國家之間的雙邊外交關係。两国皆为东盟的创始成员国。
馬來西亞和泰國通常在貿易和投資、安全和國防、教育和職業培訓、青年和體育、旅遊、互聯互通和邊境地區的社會經濟發展等領域開展合作。

## 外交访问
1993年8月，马来西亚首相马哈迪·莫哈末对泰国展开为期四天的访问。

## 泰马边境
1909年3月10日，泰国与当年英屬馬來亞的宗主国英国签署《1909年英国－暹罗条约》。
根据条约，英屬馬來亞分成两个部分。由今天北大年府、陶公府、宋卡府、沙敦府和惹拉府组成的地区仍由泰方控制，因此泰國南部三省主要为馬來族居住，與泰國其他地區較不同，在文化上有很大的差別，並存在分離主義。而马来西亚的玻璃市、吉打州、吉兰丹州与霹雳州同三府接壤。此前，泰國某些政治人物宣稱，馬來西亞的一些政黨對他們在戰爭中的對手的事業感興趣，并且暗中支持帕塔尼分離主義分子，這一說法遭到了泰國政府的强烈駁斥，尽管马来西亚人民与泰南三府人民长期以来保持极浓厚的亲缘关系，但馬來西亞此後一直在協助泰國政府與分離主義者之間的和談，并鉴于泰方请求，加强边境戒备，并与泰国合筑高墙以阻挡非法越境者偷运武器。

## 外交机构

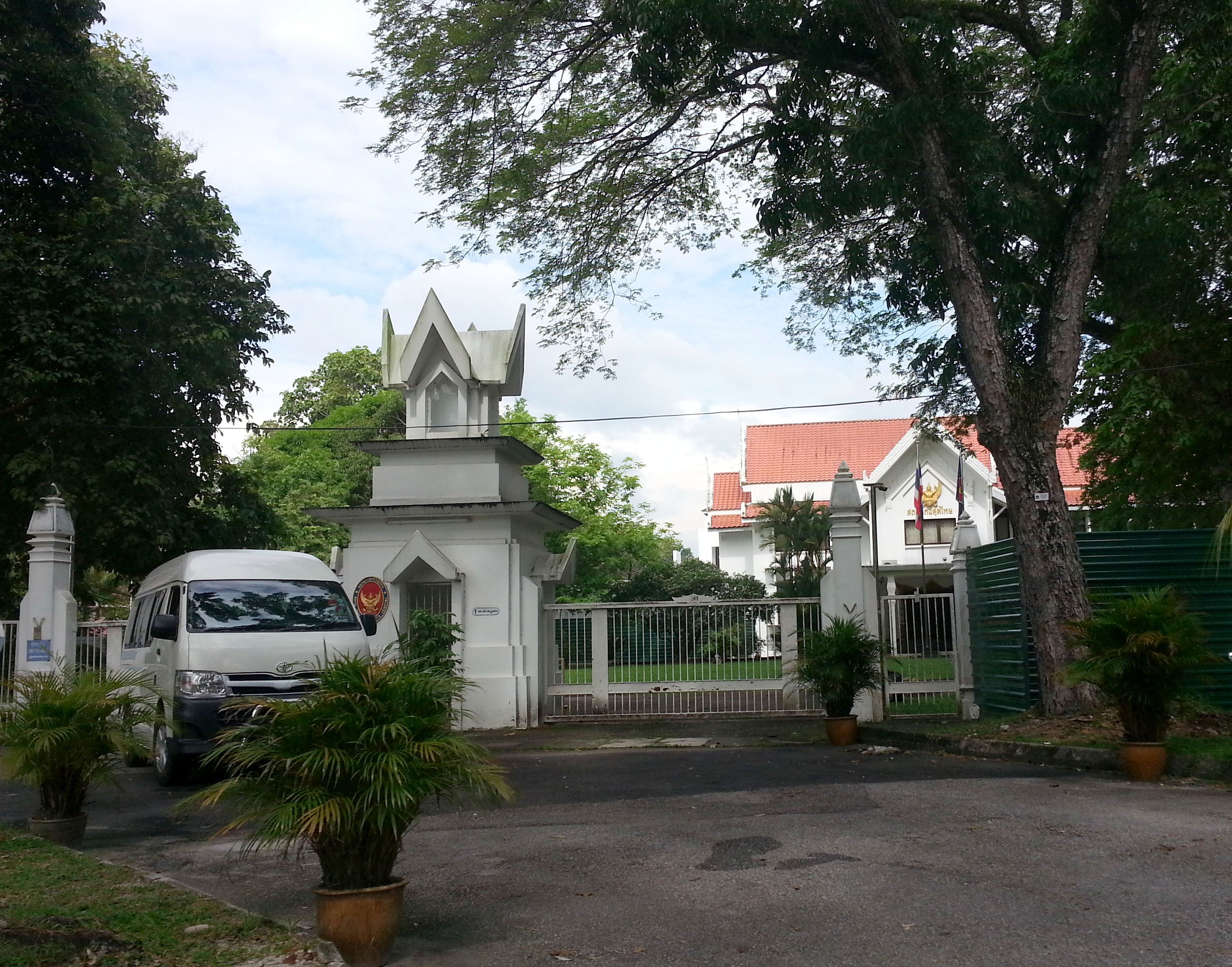
泰国驻槟城总领事馆

| 马来西亚联邦 - 曼谷（大使馆） - 宋卡府（总领事馆） | 泰王国 - 吉隆坡（大使馆） - 哥打巴鲁、槟城（总领事馆） |

## 外部連結
- 维基共享资源上的相關多媒體資源：馬來西亞—泰國關係